# Image Award/Bester Künstler
Image Award: Bester Künstler (Outstanding Male Artist)

## 1980er Jahre
- 1983: Lionel Richie
- 1984: Prince

## 1990er Jahre
- 1997: Babyface
- 1998: Babyface
- 1999: Luther Vandross

## 2000er Jahre
- 2000: Brian McKnight
- 2001: R. Kelly
- 2002: Luther Vandross
- 2003: LL Cool J
- 2004: Luther Vandross
- 2005: Usher
- 2006: Jamie Foxx
- 2007: Prince
- 2008: Chris Brown
- 2009: Jamie Foxx